# Satan comme la foudre...
 (octobre 2023).
Si vous disposez d'ouvrages ou d'articles de référence ou si vous connaissez des sites web de qualité traitant du thème abordé ici, merci de compléter l'article en donnant les références utiles à sa vérifiabilité et en les liant à la section « Notes et références ».
Satan comme la foudre... est un roman de Pierre Molaine publié en 1955 aux éditions Corrêa.
Le manuscrit original de Cimetière Saint-Médard se trouve dans le Fonds Pierre Molaine de la Bibliothèque municipale de Lyon.

## Résumé
Dans la chambre d’hôtel misérable où son ami est mort, un homme, sur un  simple cahier  destiné à celle qui fut sa démoniaque maîtresse, relate sa vie et le drame qui la marqua.
Michel a passé son enfance et son adolescence à Thiers, auprès de Jacques, auquel le lie une amitié très haute et très pure. Ayant fait son droit, il s’installe à Lyon et, avocat réputé, acquiert rapidement une situation enviable.
Jacques, lui, entre au séminaire. Ordonné prêtre, pasteur d'une paroisse déshéritée, il mène une existence d'austérité et de mysticisme.
Fortuitement, Michel rencontre Anne-Marie, demi-sœur de Jacques, qu'il ne connaît pas alors que la jeune fille, elle, sait parfaitement qui il est. Devenant sa maîtresse et proie du démon de la luxure, elle l'enchaîne charnellement à sa personne et à une vie dépravée.
Cependant, Michel apprend l'identité d'Anne-Marie et le but que poursuit cette dernière : brûlée de haine pour son demi-frère, elle n'aspire qu'à atteindre celui-ci à travers son ami. Mais, trop faible pour se délivrer de sa passion, il n'a que de brefs et impuissants sursauts de révolte, se ruine et s’avilit de plus en plus.
Pourtant, sous l’influence rayonnante de Jacques, il naîtra à la Foi. Et le prêtre va définitivement sauver son ami déchu, lorsque Anne-Marie blesse mortellement son demi-frère d’un coup de revolver. Jacques avant de mourir, candidat à la sainteté, camouflera le crime en accident.
Michel, au terme de son épreuve et d'un dépouillement total volontaire, entrera dans les Ordres.